# Zadziornica włochata
Zadziornica włochata (Astylosternus robustus) – gatunek afrykańskiego płaza bezogonowego z rodziny artroleptowatych (Arthroleptidae); często bywał wydzielany do monotypowego rodzaju Trichobatrachus. Wyróżnia się nietypowymi wysuwanymi pazurami i włosopodobnymi wyrostkami skórnymi samca, wiążącymi się z pełnioną przez niego opieką nad potomstwem. Gatunek nie jest zagrożony wyginięciem, choć stanowi przedmiot polowań miejscowej ludności.

## Nazwa
Epitet gatunkowy nazwy naukowej tego kręgowca to łaciński przymiotnik robustus, -a, -um oznaczający m.in. „silny, mocny”. Nazwa polska, jak i angielska („hairy frog”) odwołuje się zaś do włosopodobnych struktur na grzbiecie i udach samca gotowego do rozrodu.

## Morfologia
Płaz ten, koloru ziemistoczekoladowego, zielonkawobrązowego lub czarnego, mierzy około 11 cm długości (13 cm u samców, 9 cm u samic). Waży około 80 g. Posiada głowę większą na szerokość, niż na długość, a także zaokrąglony pysk. Nozdrza znajdują się bliżej oczu o pionowych źrenicach, niż czubka pyszczka. Pomiędzy stosunkowo dużymi nozdrzami tylnymi znajdują się 2 rzędy lemieszowatych zębów, przed nimi zaś ząbkowany język. Gardło jest żółte. Zanotowano dużą zmienność wielkości języka. Jego długość waha się od 19 do 26 mm, szerokość zaś od 19 do 27 mm. Bębenek często nie uwidacznia się zbytnio. Jego średnica stanowi połowę średnicy oka, choć niektóre prace błędnie oceniały jego wielkość na dwie trzecie rozmiaru oka.
Samce przerastają znacznie rozmiarami samice. Te pierwsze posiadają parzyste worki rezonansowe i trzy krótkie rzędy małych czarnych kolców na wewnętrznej powierzchni pierwszego palca u ręki. Gotowe do rozrodu wytwarzają także brodawki skórne rozciągające się z boków i ud. Wyrostki te zawierają tętnice i wydaje się, że zwiększają powierzchnię wymiany gazowej (podobnie, jak skrzela zewnętrzne w rozwoju larwalnym). Jest to użyteczne, gdy samiec czuwa przez dłuższy czas nad jajami złożonymi przez samicę w środowisku wodnym. Wąski uchyłek płuc uwidacznia się wyraźnie także u osobników płci męskiej. W 1925 Noble zasugerował, że ma to związek z niewielkimi płucami i solidną budową ciała samca.
Zwierzę wyróżnia się też wyciąganymi „pazurami” na tylnych łapach (w przeciwieństwie do prawdziwych pazurów buduje je jednak tkanka kostna, a nie białko keratyna). Mogą one wystawać przez skórę, najwyraźniej dzięki celowemu przerwaniu ciągłości kości. Dodatkowo znaleziono niewielki guzek wciśnięty w tkankę nieco za opuszką palca. Normalnie każdy „pazur” jest przytwierdzony do guzka za pomocą mocnych włókien kolagenowych, przebywając w obrębie tkanki łącznej, do drugiego końca „pazura” zaś przyczepia się mięsień. Gerald Durrell odkrył, że gdy w przypadku chwytania lub atakowania płaza mięsień się kurczy, guzek się odłamuje i zaostrzona kość wysuwa się na wierzch, kalecząc ciało zarówno swoje, jak i napastnika.
Wydaje się to zachowaniem obronnym. Ponieważ mechanizm cofania „pazurów” nie został jeszcze poznany, sądzi się, że następuje regeneracja uszkodzonej tkanki. Podobną regenerację obserwowano już u salamander.
Według Davida Wake’a z Uniwersytetu Kalifornijskiego w Berkeley broń ta jest unikalna w świecie zwierząt. Co prawda niektóre salamandry używają jako kolców swych żeber, ale w obu przypadkach mamy do czynienia z różnymi mechanizmami. Jednak David Cannatella, herpetolog z University of Texas w Austin, kwestionuje tezę, że kości zadziornicy służą do obrony. Jego zdaniem „pazury” umożliwiają płazowi lepszą przyczepność na skalistym podłożu. Przekonany o tym, że bezogonowe te używają „pazurów” do obrony, jest m.in. David Blackburn. Uważa przy tym, że zwierzęta wykorzystują to zachowanie obronne rzadko, tylko w przypadku wyraźnego zagrożenia, z powodu uszkodzeń ciała, jakich doznaje sama zadziornica.
Kości śródstopia znajdują się blisko siebie, nie występują wtrącone paliczki, podobnie jak dyskowate opuszki palców. Palce tylnych łap spaja błona pławna.

## Występowanie

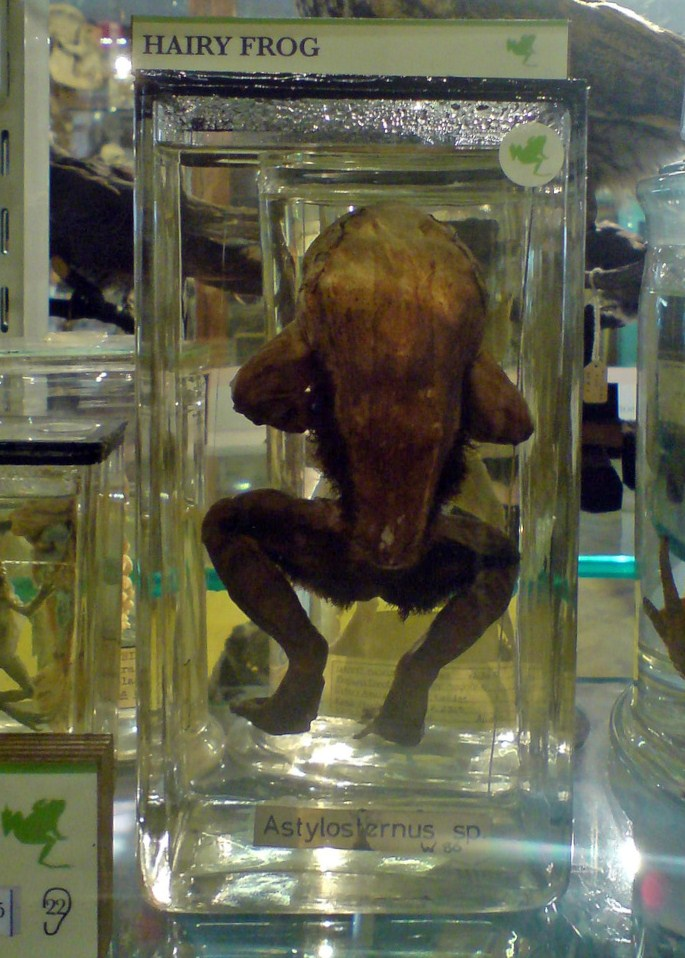
Zadziornica włochata w Grant Museum of Zoology w Londynie

Występuje w Afryce zachodniej: od południowo-wschodniej Nigerii (Osamba Hills) przez zachodni Kamerun, zachodnią Gwineę Równikową i zachodni Gabon do zachodniego Konga i zachodniej Demokratycznej Republiki Konga (Mayombe Hills). Oddzielna populacja występuje w północnym Kamerunie. W tym kraju spotykano też zadziornicę włochatą najczęściej. Jej obecność w Kongu i angolskiej eksklawie o nazwie Kabinda nie została potwierdzona.
Siedliskiem zadziornicy są nizinne strumienie o wartkim nurcie. Preferuje gęste lasy w obrębie wpływu klimatu zwrotnikowego i podzwrotnikowego. Występuje także na terenach podmokłych. Radzi sobie w środowisku zmienionych przez człowieka, spotyka się ją nie tylko w lasach zdegradowanych, ale nawet na plantacjach herbaty, a także na gruntach ornych.

## Pożywienie
Zadziornica prowadzi lądowy tryb życia na dnie lasu, a do wody wraca w celach rozrodczych. Dorosłe żywią się ślimakami, wijami, pająkami, chrząszczami i krótkoczułkowymi.

## Rozmnażanie
Sezon rozrodczy rozpoczyna się wraz z nadejściem pory deszczowej. Gdy samice pożywiają się jeszcze w lasach, samce kierują się już do strumieni, oczekując osobników płci przeciwnej. Osiągnąwszy gotowość do rozrodu, samice łączą się z samcami w wodzie. Specjalne struktury na przednich i tylnych łapach pomagają osobnikowi płci męskiej wdrapać się na wybrankę. Jaja zostają przytwierdzone do kamienia w strumieniu. Samiec opiekuje się nimi pod wodą, chroniąc je przed drapieżnikami. Jego ukrwione wyrostki pomagają mu wtedy prowadzić wymianę gazową bez konieczności wynurzania się.
Kijanki prowadzą wodny tryb życia, zamieszkując strumienie o bardzo szybkim nurcie. Spotyka się je w zbiornikach poniżej wodospadów. Są świetnie umięśnione. Żywią się mięsem, posiadając w jamie gębowej kilka rzędów zrogowaciałych zębów. Brzuszna strona ich ciała zaopatrzona jest w przyssawkę.
Długość życia wynosi do 5 lat.

## Historia
Gatunek został opisany w roku 1900 przez George’a Alberta Boulengera w oparciu o okazy odłowione w Kongu Francuskim (obecnie Republika Konga). Na specyficzne „pazury” uwagę zwrócił dopiero David Blackburn, który podczas badania osobnika tego gatunku został zraniony w rękę. Nie zraziło to biologa, który odkrył w sumie 11 gatunków płazów, posiadających „pazury”. Większość z nich – 9 – zaliczanych jest do rodzaju Astylosternus, a jeden do Scotobleps. Wszystkie one zamieszkują środkową Afrykę i z zadziornicą łączy je bliskie pokrewieństwo (należą do tej samej podrodziny).
Dodać należy, że kilka wzmianek o pazurach znalazło się już w publikacjach z okresu pomiędzy 1900 i 1925, ale wzięto wówczas te twory za skutek złej konserwacji okazów.

## Klasyfikacja
Zadziornica włochata należy do rodziny artroleptowatych, ale dawniej klasyfikowana była do żabowatych, spośród których artroleptowate zostały wydzielone. Gatunek często umieszczano w monotypowym rodzaju Trichobatrachus, jednak rodzaj ten został w 2021 roku zsynonimizowany z Astylosternus w oparciu o badania filogenetyczne.

## Status
Gatunek jest pospolity na zachodzie Kamerunu. W tym kraju płazy te piecze się nawet i spożywa. Do zabicia używa się harpunów i maczet, by uniknąć zranienia pazurami tego zwierzęcia. W Rumpi Hills w Kamerunie spożywa się też kijanki.
Liczebność tego płaza obniża się. Z powodu polowań stał się on rzadki w okolicach osiedli ludzkich. Jednakże nie dostrzega się konieczności jego ochrony z uwagi na szeroki zasięg występowania. Gatunkowi przypisuje się status LC (najmniejszej troski).
Poza polowaniami niebezpieczeństwo dla zadziornicy stwarza głównie pogorszenie się jakości wód. Negatywny wpływ wywierają na nią również rozwój rolnictwa i wylesianie. Korzystnie dla perspektyw gatunku w zasięgu występowania zwierzęcia znajduje się kilka obszarów chronionych.

## W kulturze
Zadziornica włochata zajęła pierwsze miejsce na liście najdziwniejszych zwierząt świata w 2008 roku stworzonej przez serwis internetowy New Scientist. Dzięki swym dziwacznym pazurom jest porównywana do bohaterów komiksów i filmów, jak Wolverine (bohater komiksów wydawnictwa Marvel Comics i filmów X-Men i X-Men Geneza: Wolverine).